# Benny rides again
Benny rides again is een studioalbum van Eddie Daniels en Gary Burton. Met Benny uit de titel wordt klarinettist Benny Goodman bedoeld, idool van Eddie Daniels. Door de samenwerking te zoeken met vibrafonist Gary Burton ontstond een ensemble dat terugvoerde op de samenwerking tussen Benny Goodman en vibrafonist Lionel Hampton, overigens geen voorbeeld voor Burton. Het album, uitgegeven in het kader van tien jaar GRP Records kwam uit in april 1992. Opnamen vonden drie maanden eerder plaats in Sunset Sound in Hollywood. Er volgde een aantal optredens, waarbij ook gespeeld werd bij het North Sea Jazz Festival te Rotterdam (juli 1992).  

## Musici
- Eddie Daniels – klarinet
- Gary Burton – vibrafoon, xylofoon op Knockin' on wood
- Mulgrew Miller – toetsinstrumenten
- Marc Johnson – basgitaar
- Peter Erskine – slagwerk

## Muziek
| Nr. | Titel                                                            | Duur |
| --- | ---------------------------------------------------------------- | ---- |
| 1.  | Sing, sing, sing (Louis Prima)                                   | 3:39 |
| 2.  | Stompin’ at the Savoy (Benny Goodman, Edgar Sampson, Chick Webb) | 5:40 |
| 3.  | Moonglow (Will Hodson, Eddie DeLange, Irving Mills)              | 4:09 |
| 4.  | Airmail special (Benny Goodman, Charlie Christian, Jimmy Mundy)  | 3:47 |
| 5.  | Let’s dance (Fannie Baldridge)                                   | 5:09 |
| 6.  | Slipped disc (Benny Goodman)                                     | 4:04 |
| 7.  | Memories of you (Eubie Blak)                                     | 5:25 |
| 8.  | Avalon (Al Jolson, B.G. DeSylva, Vincent Rose)                   | 2:57 |
| 9.  | In a mist (Bix Beiderbecke)                                      | 5:17 |
| 10. | Grand slam (Benny Goodman)                                       | 4:52 |
| 11. | After you’ve gone (Henry Creamer, Turner Layton)                 | 3:28 |
| 12. | Goodbye (Gordon Jenkins)                                         | 5:44 |
| 13. | Knockin’ on wood (Red Norvo)                                     | 3:37 |

Knockin’ on wood is een nummer geschreven door Red Norvo; het voorbeeld voor Burton. Norvo componeerde het stuk voor zijn samenwerking met Jimmy Dorsey, Norvo speelde toen xylofoon, vandaar dat Burton hier xylofoon speelt in plaats van vibrafoon.